# Роберт Тібенський
Роберт Тібенський (словац. Róbert Tibenský, 16 травня 1960 — 29 травня 2015) — словацький шахіст; міжнародний майстер. 5-разовий чемпіон Словаччини (рекордсмен за цим показником).
|   | a | b | c | d | e | f | g | h |   |
| 8 | a8 чорна тура · c8 чорний слон · e8 чорний король · f8 чорний слон · h8 чорна тура · a7 чорний пішак · b7 чорний пішак · d7 чорний кінь · g7 чорний пішак · h7 чорний пішак · c6 чорний кінь · e6 чорний пішак · f6 чорний ферзь · d5 чорний пішак · d4 білий пішак · d3 білий слон · f3 білий кінь · a2 білий пішак · b2 білий пішак · e2 білий кінь · f2 білий пішак · g2 білий пішак · h2 білий пішак · a1 біла тура · c1 білий слон · d1 білий ферзь · e1 білий король · h1 біла тура | a8 чорна тура · c8 чорний слон · e8 чорний король · f8 чорний слон · h8 чорна тура · a7 чорний пішак · b7 чорний пішак · d7 чорний кінь · g7 чорний пішак · h7 чорний пішак · c6 чорний кінь · e6 чорний пішак · f6 чорний ферзь · d5 чорний пішак · d4 білий пішак · d3 білий слон · f3 білий кінь · a2 білий пішак · b2 білий пішак · e2 білий кінь · f2 білий пішак · g2 білий пішак · h2 білий пішак · a1 біла тура · c1 білий слон · d1 білий ферзь · e1 білий король · h1 біла тура | a8 чорна тура · c8 чорний слон · e8 чорний король · f8 чорний слон · h8 чорна тура · a7 чорний пішак · b7 чорний пішак · d7 чорний кінь · g7 чорний пішак · h7 чорний пішак · c6 чорний кінь · e6 чорний пішак · f6 чорний ферзь · d5 чорний пішак · d4 білий пішак · d3 білий слон · f3 білий кінь · a2 білий пішак · b2 білий пішак · e2 білий кінь · f2 білий пішак · g2 білий пішак · h2 білий пішак · a1 біла тура · c1 білий слон · d1 білий ферзь · e1 білий король · h1 біла тура | a8 чорна тура · c8 чорний слон · e8 чорний король · f8 чорний слон · h8 чорна тура · a7 чорний пішак · b7 чорний пішак · d7 чорний кінь · g7 чорний пішак · h7 чорний пішак · c6 чорний кінь · e6 чорний пішак · f6 чорний ферзь · d5 чорний пішак · d4 білий пішак · d3 білий слон · f3 білий кінь · a2 білий пішак · b2 білий пішак · e2 білий кінь · f2 білий пішак · g2 білий пішак · h2 білий пішак · a1 біла тура · c1 білий слон · d1 білий ферзь · e1 білий король · h1 біла тура | a8 чорна тура · c8 чорний слон · e8 чорний король · f8 чорний слон · h8 чорна тура · a7 чорний пішак · b7 чорний пішак · d7 чорний кінь · g7 чорний пішак · h7 чорний пішак · c6 чорний кінь · e6 чорний пішак · f6 чорний ферзь · d5 чорний пішак · d4 білий пішак · d3 білий слон · f3 білий кінь · a2 білий пішак · b2 білий пішак · e2 білий кінь · f2 білий пішак · g2 білий пішак · h2 білий пішак · a1 біла тура · c1 білий слон · d1 білий ферзь · e1 білий король · h1 біла тура | a8 чорна тура · c8 чорний слон · e8 чорний король · f8 чорний слон · h8 чорна тура · a7 чорний пішак · b7 чорний пішак · d7 чорний кінь · g7 чорний пішак · h7 чорний пішак · c6 чорний кінь · e6 чорний пішак · f6 чорний ферзь · d5 чорний пішак · d4 білий пішак · d3 білий слон · f3 білий кінь · a2 білий пішак · b2 білий пішак · e2 білий кінь · f2 білий пішак · g2 білий пішак · h2 білий пішак · a1 біла тура · c1 білий слон · d1 білий ферзь · e1 білий король · h1 біла тура | a8 чорна тура · c8 чорний слон · e8 чорний король · f8 чорний слон · h8 чорна тура · a7 чорний пішак · b7 чорний пішак · d7 чорний кінь · g7 чорний пішак · h7 чорний пішак · c6 чорний кінь · e6 чорний пішак · f6 чорний ферзь · d5 чорний пішак · d4 білий пішак · d3 білий слон · f3 білий кінь · a2 білий пішак · b2 білий пішак · e2 білий кінь · f2 білий пішак · g2 білий пішак · h2 білий пішак · a1 біла тура · c1 білий слон · d1 білий ферзь · e1 білий король · h1 біла тура | a8 чорна тура · c8 чорний слон · e8 чорний король · f8 чорний слон · h8 чорна тура · a7 чорний пішак · b7 чорний пішак · d7 чорний кінь · g7 чорний пішак · h7 чорний пішак · c6 чорний кінь · e6 чорний пішак · f6 чорний ферзь · d5 чорний пішак · d4 білий пішак · d3 білий слон · f3 білий кінь · a2 білий пішак · b2 білий пішак · e2 білий кінь · f2 білий пішак · g2 білий пішак · h2 білий пішак · a1 біла тура · c1 білий слон · d1 білий ферзь · e1 білий король · h1 біла тура | 8 |
| 7 | a8 чорна тура · c8 чорний слон · e8 чорний король · f8 чорний слон · h8 чорна тура · a7 чорний пішак · b7 чорний пішак · d7 чорний кінь · g7 чорний пішак · h7 чорний пішак · c6 чорний кінь · e6 чорний пішак · f6 чорний ферзь · d5 чорний пішак · d4 білий пішак · d3 білий слон · f3 білий кінь · a2 білий пішак · b2 білий пішак · e2 білий кінь · f2 білий пішак · g2 білий пішак · h2 білий пішак · a1 біла тура · c1 білий слон · d1 білий ферзь · e1 білий король · h1 біла тура | a8 чорна тура · c8 чорний слон · e8 чорний король · f8 чорний слон · h8 чорна тура · a7 чорний пішак · b7 чорний пішак · d7 чорний кінь · g7 чорний пішак · h7 чорний пішак · c6 чорний кінь · e6 чорний пішак · f6 чорний ферзь · d5 чорний пішак · d4 білий пішак · d3 білий слон · f3 білий кінь · a2 білий пішак · b2 білий пішак · e2 білий кінь · f2 білий пішак · g2 білий пішак · h2 білий пішак · a1 біла тура · c1 білий слон · d1 білий ферзь · e1 білий король · h1 біла тура | a8 чорна тура · c8 чорний слон · e8 чорний король · f8 чорний слон · h8 чорна тура · a7 чорний пішак · b7 чорний пішак · d7 чорний кінь · g7 чорний пішак · h7 чорний пішак · c6 чорний кінь · e6 чорний пішак · f6 чорний ферзь · d5 чорний пішак · d4 білий пішак · d3 білий слон · f3 білий кінь · a2 білий пішак · b2 білий пішак · e2 білий кінь · f2 білий пішак · g2 білий пішак · h2 білий пішак · a1 біла тура · c1 білий слон · d1 білий ферзь · e1 білий король · h1 біла тура | a8 чорна тура · c8 чорний слон · e8 чорний король · f8 чорний слон · h8 чорна тура · a7 чорний пішак · b7 чорний пішак · d7 чорний кінь · g7 чорний пішак · h7 чорний пішак · c6 чорний кінь · e6 чорний пішак · f6 чорний ферзь · d5 чорний пішак · d4 білий пішак · d3 білий слон · f3 білий кінь · a2 білий пішак · b2 білий пішак · e2 білий кінь · f2 білий пішак · g2 білий пішак · h2 білий пішак · a1 біла тура · c1 білий слон · d1 білий ферзь · e1 білий король · h1 біла тура | a8 чорна тура · c8 чорний слон · e8 чорний король · f8 чорний слон · h8 чорна тура · a7 чорний пішак · b7 чорний пішак · d7 чорний кінь · g7 чорний пішак · h7 чорний пішак · c6 чорний кінь · e6 чорний пішак · f6 чорний ферзь · d5 чорний пішак · d4 білий пішак · d3 білий слон · f3 білий кінь · a2 білий пішак · b2 білий пішак · e2 білий кінь · f2 білий пішак · g2 білий пішак · h2 білий пішак · a1 біла тура · c1 білий слон · d1 білий ферзь · e1 білий король · h1 біла тура | a8 чорна тура · c8 чорний слон · e8 чорний король · f8 чорний слон · h8 чорна тура · a7 чорний пішак · b7 чорний пішак · d7 чорний кінь · g7 чорний пішак · h7 чорний пішак · c6 чорний кінь · e6 чорний пішак · f6 чорний ферзь · d5 чорний пішак · d4 білий пішак · d3 білий слон · f3 білий кінь · a2 білий пішак · b2 білий пішак · e2 білий кінь · f2 білий пішак · g2 білий пішак · h2 білий пішак · a1 біла тура · c1 білий слон · d1 білий ферзь · e1 білий король · h1 біла тура | a8 чорна тура · c8 чорний слон · e8 чорний король · f8 чорний слон · h8 чорна тура · a7 чорний пішак · b7 чорний пішак · d7 чорний кінь · g7 чорний пішак · h7 чорний пішак · c6 чорний кінь · e6 чорний пішак · f6 чорний ферзь · d5 чорний пішак · d4 білий пішак · d3 білий слон · f3 білий кінь · a2 білий пішак · b2 білий пішак · e2 білий кінь · f2 білий пішак · g2 білий пішак · h2 білий пішак · a1 біла тура · c1 білий слон · d1 білий ферзь · e1 білий король · h1 біла тура | a8 чорна тура · c8 чорний слон · e8 чорний король · f8 чорний слон · h8 чорна тура · a7 чорний пішак · b7 чорний пішак · d7 чорний кінь · g7 чорний пішак · h7 чорний пішак · c6 чорний кінь · e6 чорний пішак · f6 чорний ферзь · d5 чорний пішак · d4 білий пішак · d3 білий слон · f3 білий кінь · a2 білий пішак · b2 білий пішак · e2 білий кінь · f2 білий пішак · g2 білий пішак · h2 білий пішак · a1 біла тура · c1 білий слон · d1 білий ферзь · e1 білий король · h1 біла тура | 7 |
| 6 | a8 чорна тура · c8 чорний слон · e8 чорний король · f8 чорний слон · h8 чорна тура · a7 чорний пішак · b7 чорний пішак · d7 чорний кінь · g7 чорний пішак · h7 чорний пішак · c6 чорний кінь · e6 чорний пішак · f6 чорний ферзь · d5 чорний пішак · d4 білий пішак · d3 білий слон · f3 білий кінь · a2 білий пішак · b2 білий пішак · e2 білий кінь · f2 білий пішак · g2 білий пішак · h2 білий пішак · a1 біла тура · c1 білий слон · d1 білий ферзь · e1 білий король · h1 біла тура | a8 чорна тура · c8 чорний слон · e8 чорний король · f8 чорний слон · h8 чорна тура · a7 чорний пішак · b7 чорний пішак · d7 чорний кінь · g7 чорний пішак · h7 чорний пішак · c6 чорний кінь · e6 чорний пішак · f6 чорний ферзь · d5 чорний пішак · d4 білий пішак · d3 білий слон · f3 білий кінь · a2 білий пішак · b2 білий пішак · e2 білий кінь · f2 білий пішак · g2 білий пішак · h2 білий пішак · a1 біла тура · c1 білий слон · d1 білий ферзь · e1 білий король · h1 біла тура | a8 чорна тура · c8 чорний слон · e8 чорний король · f8 чорний слон · h8 чорна тура · a7 чорний пішак · b7 чорний пішак · d7 чорний кінь · g7 чорний пішак · h7 чорний пішак · c6 чорний кінь · e6 чорний пішак · f6 чорний ферзь · d5 чорний пішак · d4 білий пішак · d3 білий слон · f3 білий кінь · a2 білий пішак · b2 білий пішак · e2 білий кінь · f2 білий пішак · g2 білий пішак · h2 білий пішак · a1 біла тура · c1 білий слон · d1 білий ферзь · e1 білий король · h1 біла тура | a8 чорна тура · c8 чорний слон · e8 чорний король · f8 чорний слон · h8 чорна тура · a7 чорний пішак · b7 чорний пішак · d7 чорний кінь · g7 чорний пішак · h7 чорний пішак · c6 чорний кінь · e6 чорний пішак · f6 чорний ферзь · d5 чорний пішак · d4 білий пішак · d3 білий слон · f3 білий кінь · a2 білий пішак · b2 білий пішак · e2 білий кінь · f2 білий пішак · g2 білий пішак · h2 білий пішак · a1 біла тура · c1 білий слон · d1 білий ферзь · e1 білий король · h1 біла тура | a8 чорна тура · c8 чорний слон · e8 чорний король · f8 чорний слон · h8 чорна тура · a7 чорний пішак · b7 чорний пішак · d7 чорний кінь · g7 чорний пішак · h7 чорний пішак · c6 чорний кінь · e6 чорний пішак · f6 чорний ферзь · d5 чорний пішак · d4 білий пішак · d3 білий слон · f3 білий кінь · a2 білий пішак · b2 білий пішак · e2 білий кінь · f2 білий пішак · g2 білий пішак · h2 білий пішак · a1 біла тура · c1 білий слон · d1 білий ферзь · e1 білий король · h1 біла тура | a8 чорна тура · c8 чорний слон · e8 чорний король · f8 чорний слон · h8 чорна тура · a7 чорний пішак · b7 чорний пішак · d7 чорний кінь · g7 чорний пішак · h7 чорний пішак · c6 чорний кінь · e6 чорний пішак · f6 чорний ферзь · d5 чорний пішак · d4 білий пішак · d3 білий слон · f3 білий кінь · a2 білий пішак · b2 білий пішак · e2 білий кінь · f2 білий пішак · g2 білий пішак · h2 білий пішак · a1 біла тура · c1 білий слон · d1 білий ферзь · e1 білий король · h1 біла тура | a8 чорна тура · c8 чорний слон · e8 чорний король · f8 чорний слон · h8 чорна тура · a7 чорний пішак · b7 чорний пішак · d7 чорний кінь · g7 чорний пішак · h7 чорний пішак · c6 чорний кінь · e6 чорний пішак · f6 чорний ферзь · d5 чорний пішак · d4 білий пішак · d3 білий слон · f3 білий кінь · a2 білий пішак · b2 білий пішак · e2 білий кінь · f2 білий пішак · g2 білий пішак · h2 білий пішак · a1 біла тура · c1 білий слон · d1 білий ферзь · e1 білий король · h1 біла тура | a8 чорна тура · c8 чорний слон · e8 чорний король · f8 чорний слон · h8 чорна тура · a7 чорний пішак · b7 чорний пішак · d7 чорний кінь · g7 чорний пішак · h7 чорний пішак · c6 чорний кінь · e6 чорний пішак · f6 чорний ферзь · d5 чорний пішак · d4 білий пішак · d3 білий слон · f3 білий кінь · a2 білий пішак · b2 білий пішак · e2 білий кінь · f2 білий пішак · g2 білий пішак · h2 білий пішак · a1 біла тура · c1 білий слон · d1 білий ферзь · e1 білий король · h1 біла тура | 6 |
| 5 | a8 чорна тура · c8 чорний слон · e8 чорний король · f8 чорний слон · h8 чорна тура · a7 чорний пішак · b7 чорний пішак · d7 чорний кінь · g7 чорний пішак · h7 чорний пішак · c6 чорний кінь · e6 чорний пішак · f6 чорний ферзь · d5 чорний пішак · d4 білий пішак · d3 білий слон · f3 білий кінь · a2 білий пішак · b2 білий пішак · e2 білий кінь · f2 білий пішак · g2 білий пішак · h2 білий пішак · a1 біла тура · c1 білий слон · d1 білий ферзь · e1 білий король · h1 біла тура | a8 чорна тура · c8 чорний слон · e8 чорний король · f8 чорний слон · h8 чорна тура · a7 чорний пішак · b7 чорний пішак · d7 чорний кінь · g7 чорний пішак · h7 чорний пішак · c6 чорний кінь · e6 чорний пішак · f6 чорний ферзь · d5 чорний пішак · d4 білий пішак · d3 білий слон · f3 білий кінь · a2 білий пішак · b2 білий пішак · e2 білий кінь · f2 білий пішак · g2 білий пішак · h2 білий пішак · a1 біла тура · c1 білий слон · d1 білий ферзь · e1 білий король · h1 біла тура | a8 чорна тура · c8 чорний слон · e8 чорний король · f8 чорний слон · h8 чорна тура · a7 чорний пішак · b7 чорний пішак · d7 чорний кінь · g7 чорний пішак · h7 чорний пішак · c6 чорний кінь · e6 чорний пішак · f6 чорний ферзь · d5 чорний пішак · d4 білий пішак · d3 білий слон · f3 білий кінь · a2 білий пішак · b2 білий пішак · e2 білий кінь · f2 білий пішак · g2 білий пішак · h2 білий пішак · a1 біла тура · c1 білий слон · d1 білий ферзь · e1 білий король · h1 біла тура | a8 чорна тура · c8 чорний слон · e8 чорний король · f8 чорний слон · h8 чорна тура · a7 чорний пішак · b7 чорний пішак · d7 чорний кінь · g7 чорний пішак · h7 чорний пішак · c6 чорний кінь · e6 чорний пішак · f6 чорний ферзь · d5 чорний пішак · d4 білий пішак · d3 білий слон · f3 білий кінь · a2 білий пішак · b2 білий пішак · e2 білий кінь · f2 білий пішак · g2 білий пішак · h2 білий пішак · a1 біла тура · c1 білий слон · d1 білий ферзь · e1 білий король · h1 біла тура | a8 чорна тура · c8 чорний слон · e8 чорний король · f8 чорний слон · h8 чорна тура · a7 чорний пішак · b7 чорний пішак · d7 чорний кінь · g7 чорний пішак · h7 чорний пішак · c6 чорний кінь · e6 чорний пішак · f6 чорний ферзь · d5 чорний пішак · d4 білий пішак · d3 білий слон · f3 білий кінь · a2 білий пішак · b2 білий пішак · e2 білий кінь · f2 білий пішак · g2 білий пішак · h2 білий пішак · a1 біла тура · c1 білий слон · d1 білий ферзь · e1 білий король · h1 біла тура | a8 чорна тура · c8 чорний слон · e8 чорний король · f8 чорний слон · h8 чорна тура · a7 чорний пішак · b7 чорний пішак · d7 чорний кінь · g7 чорний пішак · h7 чорний пішак · c6 чорний кінь · e6 чорний пішак · f6 чорний ферзь · d5 чорний пішак · d4 білий пішак · d3 білий слон · f3 білий кінь · a2 білий пішак · b2 білий пішак · e2 білий кінь · f2 білий пішак · g2 білий пішак · h2 білий пішак · a1 біла тура · c1 білий слон · d1 білий ферзь · e1 білий король · h1 біла тура | a8 чорна тура · c8 чорний слон · e8 чорний король · f8 чорний слон · h8 чорна тура · a7 чорний пішак · b7 чорний пішак · d7 чорний кінь · g7 чорний пішак · h7 чорний пішак · c6 чорний кінь · e6 чорний пішак · f6 чорний ферзь · d5 чорний пішак · d4 білий пішак · d3 білий слон · f3 білий кінь · a2 білий пішак · b2 білий пішак · e2 білий кінь · f2 білий пішак · g2 білий пішак · h2 білий пішак · a1 біла тура · c1 білий слон · d1 білий ферзь · e1 білий король · h1 біла тура | a8 чорна тура · c8 чорний слон · e8 чорний король · f8 чорний слон · h8 чорна тура · a7 чорний пішак · b7 чорний пішак · d7 чорний кінь · g7 чорний пішак · h7 чорний пішак · c6 чорний кінь · e6 чорний пішак · f6 чорний ферзь · d5 чорний пішак · d4 білий пішак · d3 білий слон · f3 білий кінь · a2 білий пішак · b2 білий пішак · e2 білий кінь · f2 білий пішак · g2 білий пішак · h2 білий пішак · a1 біла тура · c1 білий слон · d1 білий ферзь · e1 білий король · h1 біла тура | 5 |
| 4 | a8 чорна тура · c8 чорний слон · e8 чорний король · f8 чорний слон · h8 чорна тура · a7 чорний пішак · b7 чорний пішак · d7 чорний кінь · g7 чорний пішак · h7 чорний пішак · c6 чорний кінь · e6 чорний пішак · f6 чорний ферзь · d5 чорний пішак · d4 білий пішак · d3 білий слон · f3 білий кінь · a2 білий пішак · b2 білий пішак · e2 білий кінь · f2 білий пішак · g2 білий пішак · h2 білий пішак · a1 біла тура · c1 білий слон · d1 білий ферзь · e1 білий король · h1 біла тура | a8 чорна тура · c8 чорний слон · e8 чорний король · f8 чорний слон · h8 чорна тура · a7 чорний пішак · b7 чорний пішак · d7 чорний кінь · g7 чорний пішак · h7 чорний пішак · c6 чорний кінь · e6 чорний пішак · f6 чорний ферзь · d5 чорний пішак · d4 білий пішак · d3 білий слон · f3 білий кінь · a2 білий пішак · b2 білий пішак · e2 білий кінь · f2 білий пішак · g2 білий пішак · h2 білий пішак · a1 біла тура · c1 білий слон · d1 білий ферзь · e1 білий король · h1 біла тура | a8 чорна тура · c8 чорний слон · e8 чорний король · f8 чорний слон · h8 чорна тура · a7 чорний пішак · b7 чорний пішак · d7 чорний кінь · g7 чорний пішак · h7 чорний пішак · c6 чорний кінь · e6 чорний пішак · f6 чорний ферзь · d5 чорний пішак · d4 білий пішак · d3 білий слон · f3 білий кінь · a2 білий пішак · b2 білий пішак · e2 білий кінь · f2 білий пішак · g2 білий пішак · h2 білий пішак · a1 біла тура · c1 білий слон · d1 білий ферзь · e1 білий король · h1 біла тура | a8 чорна тура · c8 чорний слон · e8 чорний король · f8 чорний слон · h8 чорна тура · a7 чорний пішак · b7 чорний пішак · d7 чорний кінь · g7 чорний пішак · h7 чорний пішак · c6 чорний кінь · e6 чорний пішак · f6 чорний ферзь · d5 чорний пішак · d4 білий пішак · d3 білий слон · f3 білий кінь · a2 білий пішак · b2 білий пішак · e2 білий кінь · f2 білий пішак · g2 білий пішак · h2 білий пішак · a1 біла тура · c1 білий слон · d1 білий ферзь · e1 білий король · h1 біла тура | a8 чорна тура · c8 чорний слон · e8 чорний король · f8 чорний слон · h8 чорна тура · a7 чорний пішак · b7 чорний пішак · d7 чорний кінь · g7 чорний пішак · h7 чорний пішак · c6 чорний кінь · e6 чорний пішак · f6 чорний ферзь · d5 чорний пішак · d4 білий пішак · d3 білий слон · f3 білий кінь · a2 білий пішак · b2 білий пішак · e2 білий кінь · f2 білий пішак · g2 білий пішак · h2 білий пішак · a1 біла тура · c1 білий слон · d1 білий ферзь · e1 білий король · h1 біла тура | a8 чорна тура · c8 чорний слон · e8 чорний король · f8 чорний слон · h8 чорна тура · a7 чорний пішак · b7 чорний пішак · d7 чорний кінь · g7 чорний пішак · h7 чорний пішак · c6 чорний кінь · e6 чорний пішак · f6 чорний ферзь · d5 чорний пішак · d4 білий пішак · d3 білий слон · f3 білий кінь · a2 білий пішак · b2 білий пішак · e2 білий кінь · f2 білий пішак · g2 білий пішак · h2 білий пішак · a1 біла тура · c1 білий слон · d1 білий ферзь · e1 білий король · h1 біла тура | a8 чорна тура · c8 чорний слон · e8 чорний король · f8 чорний слон · h8 чорна тура · a7 чорний пішак · b7 чорний пішак · d7 чорний кінь · g7 чорний пішак · h7 чорний пішак · c6 чорний кінь · e6 чорний пішак · f6 чорний ферзь · d5 чорний пішак · d4 білий пішак · d3 білий слон · f3 білий кінь · a2 білий пішак · b2 білий пішак · e2 білий кінь · f2 білий пішак · g2 білий пішак · h2 білий пішак · a1 біла тура · c1 білий слон · d1 білий ферзь · e1 білий король · h1 біла тура | a8 чорна тура · c8 чорний слон · e8 чорний король · f8 чорний слон · h8 чорна тура · a7 чорний пішак · b7 чорний пішак · d7 чорний кінь · g7 чорний пішак · h7 чорний пішак · c6 чорний кінь · e6 чорний пішак · f6 чорний ферзь · d5 чорний пішак · d4 білий пішак · d3 білий слон · f3 білий кінь · a2 білий пішак · b2 білий пішак · e2 білий кінь · f2 білий пішак · g2 білий пішак · h2 білий пішак · a1 біла тура · c1 білий слон · d1 білий ферзь · e1 білий король · h1 біла тура | 4 |
| 3 | a8 чорна тура · c8 чорний слон · e8 чорний король · f8 чорний слон · h8 чорна тура · a7 чорний пішак · b7 чорний пішак · d7 чорний кінь · g7 чорний пішак · h7 чорний пішак · c6 чорний кінь · e6 чорний пішак · f6 чорний ферзь · d5 чорний пішак · d4 білий пішак · d3 білий слон · f3 білий кінь · a2 білий пішак · b2 білий пішак · e2 білий кінь · f2 білий пішак · g2 білий пішак · h2 білий пішак · a1 біла тура · c1 білий слон · d1 білий ферзь · e1 білий король · h1 біла тура | a8 чорна тура · c8 чорний слон · e8 чорний король · f8 чорний слон · h8 чорна тура · a7 чорний пішак · b7 чорний пішак · d7 чорний кінь · g7 чорний пішак · h7 чорний пішак · c6 чорний кінь · e6 чорний пішак · f6 чорний ферзь · d5 чорний пішак · d4 білий пішак · d3 білий слон · f3 білий кінь · a2 білий пішак · b2 білий пішак · e2 білий кінь · f2 білий пішак · g2 білий пішак · h2 білий пішак · a1 біла тура · c1 білий слон · d1 білий ферзь · e1 білий король · h1 біла тура | a8 чорна тура · c8 чорний слон · e8 чорний король · f8 чорний слон · h8 чорна тура · a7 чорний пішак · b7 чорний пішак · d7 чорний кінь · g7 чорний пішак · h7 чорний пішак · c6 чорний кінь · e6 чорний пішак · f6 чорний ферзь · d5 чорний пішак · d4 білий пішак · d3 білий слон · f3 білий кінь · a2 білий пішак · b2 білий пішак · e2 білий кінь · f2 білий пішак · g2 білий пішак · h2 білий пішак · a1 біла тура · c1 білий слон · d1 білий ферзь · e1 білий король · h1 біла тура | a8 чорна тура · c8 чорний слон · e8 чорний король · f8 чорний слон · h8 чорна тура · a7 чорний пішак · b7 чорний пішак · d7 чорний кінь · g7 чорний пішак · h7 чорний пішак · c6 чорний кінь · e6 чорний пішак · f6 чорний ферзь · d5 чорний пішак · d4 білий пішак · d3 білий слон · f3 білий кінь · a2 білий пішак · b2 білий пішак · e2 білий кінь · f2 білий пішак · g2 білий пішак · h2 білий пішак · a1 біла тура · c1 білий слон · d1 білий ферзь · e1 білий король · h1 біла тура | a8 чорна тура · c8 чорний слон · e8 чорний король · f8 чорний слон · h8 чорна тура · a7 чорний пішак · b7 чорний пішак · d7 чорний кінь · g7 чорний пішак · h7 чорний пішак · c6 чорний кінь · e6 чорний пішак · f6 чорний ферзь · d5 чорний пішак · d4 білий пішак · d3 білий слон · f3 білий кінь · a2 білий пішак · b2 білий пішак · e2 білий кінь · f2 білий пішак · g2 білий пішак · h2 білий пішак · a1 біла тура · c1 білий слон · d1 білий ферзь · e1 білий король · h1 біла тура | a8 чорна тура · c8 чорний слон · e8 чорний король · f8 чорний слон · h8 чорна тура · a7 чорний пішак · b7 чорний пішак · d7 чорний кінь · g7 чорний пішак · h7 чорний пішак · c6 чорний кінь · e6 чорний пішак · f6 чорний ферзь · d5 чорний пішак · d4 білий пішак · d3 білий слон · f3 білий кінь · a2 білий пішак · b2 білий пішак · e2 білий кінь · f2 білий пішак · g2 білий пішак · h2 білий пішак · a1 біла тура · c1 білий слон · d1 білий ферзь · e1 білий король · h1 біла тура | a8 чорна тура · c8 чорний слон · e8 чорний король · f8 чорний слон · h8 чорна тура · a7 чорний пішак · b7 чорний пішак · d7 чорний кінь · g7 чорний пішак · h7 чорний пішак · c6 чорний кінь · e6 чорний пішак · f6 чорний ферзь · d5 чорний пішак · d4 білий пішак · d3 білий слон · f3 білий кінь · a2 білий пішак · b2 білий пішак · e2 білий кінь · f2 білий пішак · g2 білий пішак · h2 білий пішак · a1 біла тура · c1 білий слон · d1 білий ферзь · e1 білий король · h1 біла тура | a8 чорна тура · c8 чорний слон · e8 чорний король · f8 чорний слон · h8 чорна тура · a7 чорний пішак · b7 чорний пішак · d7 чорний кінь · g7 чорний пішак · h7 чорний пішак · c6 чорний кінь · e6 чорний пішак · f6 чорний ферзь · d5 чорний пішак · d4 білий пішак · d3 білий слон · f3 білий кінь · a2 білий пішак · b2 білий пішак · e2 білий кінь · f2 білий пішак · g2 білий пішак · h2 білий пішак · a1 біла тура · c1 білий слон · d1 білий ферзь · e1 білий король · h1 біла тура | 3 |
| 2 | a8 чорна тура · c8 чорний слон · e8 чорний король · f8 чорний слон · h8 чорна тура · a7 чорний пішак · b7 чорний пішак · d7 чорний кінь · g7 чорний пішак · h7 чорний пішак · c6 чорний кінь · e6 чорний пішак · f6 чорний ферзь · d5 чорний пішак · d4 білий пішак · d3 білий слон · f3 білий кінь · a2 білий пішак · b2 білий пішак · e2 білий кінь · f2 білий пішак · g2 білий пішак · h2 білий пішак · a1 біла тура · c1 білий слон · d1 білий ферзь · e1 білий король · h1 біла тура | a8 чорна тура · c8 чорний слон · e8 чорний король · f8 чорний слон · h8 чорна тура · a7 чорний пішак · b7 чорний пішак · d7 чорний кінь · g7 чорний пішак · h7 чорний пішак · c6 чорний кінь · e6 чорний пішак · f6 чорний ферзь · d5 чорний пішак · d4 білий пішак · d3 білий слон · f3 білий кінь · a2 білий пішак · b2 білий пішак · e2 білий кінь · f2 білий пішак · g2 білий пішак · h2 білий пішак · a1 біла тура · c1 білий слон · d1 білий ферзь · e1 білий король · h1 біла тура | a8 чорна тура · c8 чорний слон · e8 чорний король · f8 чорний слон · h8 чорна тура · a7 чорний пішак · b7 чорний пішак · d7 чорний кінь · g7 чорний пішак · h7 чорний пішак · c6 чорний кінь · e6 чорний пішак · f6 чорний ферзь · d5 чорний пішак · d4 білий пішак · d3 білий слон · f3 білий кінь · a2 білий пішак · b2 білий пішак · e2 білий кінь · f2 білий пішак · g2 білий пішак · h2 білий пішак · a1 біла тура · c1 білий слон · d1 білий ферзь · e1 білий король · h1 біла тура | a8 чорна тура · c8 чорний слон · e8 чорний король · f8 чорний слон · h8 чорна тура · a7 чорний пішак · b7 чорний пішак · d7 чорний кінь · g7 чорний пішак · h7 чорний пішак · c6 чорний кінь · e6 чорний пішак · f6 чорний ферзь · d5 чорний пішак · d4 білий пішак · d3 білий слон · f3 білий кінь · a2 білий пішак · b2 білий пішак · e2 білий кінь · f2 білий пішак · g2 білий пішак · h2 білий пішак · a1 біла тура · c1 білий слон · d1 білий ферзь · e1 білий король · h1 біла тура | a8 чорна тура · c8 чорний слон · e8 чорний король · f8 чорний слон · h8 чорна тура · a7 чорний пішак · b7 чорний пішак · d7 чорний кінь · g7 чорний пішак · h7 чорний пішак · c6 чорний кінь · e6 чорний пішак · f6 чорний ферзь · d5 чорний пішак · d4 білий пішак · d3 білий слон · f3 білий кінь · a2 білий пішак · b2 білий пішак · e2 білий кінь · f2 білий пішак · g2 білий пішак · h2 білий пішак · a1 біла тура · c1 білий слон · d1 білий ферзь · e1 білий король · h1 біла тура | a8 чорна тура · c8 чорний слон · e8 чорний король · f8 чорний слон · h8 чорна тура · a7 чорний пішак · b7 чорний пішак · d7 чорний кінь · g7 чорний пішак · h7 чорний пішак · c6 чорний кінь · e6 чорний пішак · f6 чорний ферзь · d5 чорний пішак · d4 білий пішак · d3 білий слон · f3 білий кінь · a2 білий пішак · b2 білий пішак · e2 білий кінь · f2 білий пішак · g2 білий пішак · h2 білий пішак · a1 біла тура · c1 білий слон · d1 білий ферзь · e1 білий король · h1 біла тура | a8 чорна тура · c8 чорний слон · e8 чорний король · f8 чорний слон · h8 чорна тура · a7 чорний пішак · b7 чорний пішак · d7 чорний кінь · g7 чорний пішак · h7 чорний пішак · c6 чорний кінь · e6 чорний пішак · f6 чорний ферзь · d5 чорний пішак · d4 білий пішак · d3 білий слон · f3 білий кінь · a2 білий пішак · b2 білий пішак · e2 білий кінь · f2 білий пішак · g2 білий пішак · h2 білий пішак · a1 біла тура · c1 білий слон · d1 білий ферзь · e1 білий король · h1 біла тура | a8 чорна тура · c8 чорний слон · e8 чорний король · f8 чорний слон · h8 чорна тура · a7 чорний пішак · b7 чорний пішак · d7 чорний кінь · g7 чорний пішак · h7 чорний пішак · c6 чорний кінь · e6 чорний пішак · f6 чорний ферзь · d5 чорний пішак · d4 білий пішак · d3 білий слон · f3 білий кінь · a2 білий пішак · b2 білий пішак · e2 білий кінь · f2 білий пішак · g2 білий пішак · h2 білий пішак · a1 біла тура · c1 білий слон · d1 білий ферзь · e1 білий король · h1 біла тура | 2 |
| 1 | a8 чорна тура · c8 чорний слон · e8 чорний король · f8 чорний слон · h8 чорна тура · a7 чорний пішак · b7 чорний пішак · d7 чорний кінь · g7 чорний пішак · h7 чорний пішак · c6 чорний кінь · e6 чорний пішак · f6 чорний ферзь · d5 чорний пішак · d4 білий пішак · d3 білий слон · f3 білий кінь · a2 білий пішак · b2 білий пішак · e2 білий кінь · f2 білий пішак · g2 білий пішак · h2 білий пішак · a1 біла тура · c1 білий слон · d1 білий ферзь · e1 білий король · h1 біла тура | a8 чорна тура · c8 чорний слон · e8 чорний король · f8 чорний слон · h8 чорна тура · a7 чорний пішак · b7 чорний пішак · d7 чорний кінь · g7 чорний пішак · h7 чорний пішак · c6 чорний кінь · e6 чорний пішак · f6 чорний ферзь · d5 чорний пішак · d4 білий пішак · d3 білий слон · f3 білий кінь · a2 білий пішак · b2 білий пішак · e2 білий кінь · f2 білий пішак · g2 білий пішак · h2 білий пішак · a1 біла тура · c1 білий слон · d1 білий ферзь · e1 білий король · h1 біла тура | a8 чорна тура · c8 чорний слон · e8 чорний король · f8 чорний слон · h8 чорна тура · a7 чорний пішак · b7 чорний пішак · d7 чорний кінь · g7 чорний пішак · h7 чорний пішак · c6 чорний кінь · e6 чорний пішак · f6 чорний ферзь · d5 чорний пішак · d4 білий пішак · d3 білий слон · f3 білий кінь · a2 білий пішак · b2 білий пішак · e2 білий кінь · f2 білий пішак · g2 білий пішак · h2 білий пішак · a1 біла тура · c1 білий слон · d1 білий ферзь · e1 білий король · h1 біла тура | a8 чорна тура · c8 чорний слон · e8 чорний король · f8 чорний слон · h8 чорна тура · a7 чорний пішак · b7 чорний пішак · d7 чорний кінь · g7 чорний пішак · h7 чорний пішак · c6 чорний кінь · e6 чорний пішак · f6 чорний ферзь · d5 чорний пішак · d4 білий пішак · d3 білий слон · f3 білий кінь · a2 білий пішак · b2 білий пішак · e2 білий кінь · f2 білий пішак · g2 білий пішак · h2 білий пішак · a1 біла тура · c1 білий слон · d1 білий ферзь · e1 білий король · h1 біла тура | a8 чорна тура · c8 чорний слон · e8 чорний король · f8 чорний слон · h8 чорна тура · a7 чорний пішак · b7 чорний пішак · d7 чорний кінь · g7 чорний пішак · h7 чорний пішак · c6 чорний кінь · e6 чорний пішак · f6 чорний ферзь · d5 чорний пішак · d4 білий пішак · d3 білий слон · f3 білий кінь · a2 білий пішак · b2 білий пішак · e2 білий кінь · f2 білий пішак · g2 білий пішак · h2 білий пішак · a1 біла тура · c1 білий слон · d1 білий ферзь · e1 білий король · h1 біла тура | a8 чорна тура · c8 чорний слон · e8 чорний король · f8 чорний слон · h8 чорна тура · a7 чорний пішак · b7 чорний пішак · d7 чорний кінь · g7 чорний пішак · h7 чорний пішак · c6 чорний кінь · e6 чорний пішак · f6 чорний ферзь · d5 чорний пішак · d4 білий пішак · d3 білий слон · f3 білий кінь · a2 білий пішак · b2 білий пішак · e2 білий кінь · f2 білий пішак · g2 білий пішак · h2 білий пішак · a1 біла тура · c1 білий слон · d1 білий ферзь · e1 білий король · h1 біла тура | a8 чорна тура · c8 чорний слон · e8 чорний король · f8 чорний слон · h8 чорна тура · a7 чорний пішак · b7 чорний пішак · d7 чорний кінь · g7 чорний пішак · h7 чорний пішак · c6 чорний кінь · e6 чорний пішак · f6 чорний ферзь · d5 чорний пішак · d4 білий пішак · d3 білий слон · f3 білий кінь · a2 білий пішак · b2 білий пішак · e2 білий кінь · f2 білий пішак · g2 білий пішак · h2 білий пішак · a1 біла тура · c1 білий слон · d1 білий ферзь · e1 білий король · h1 біла тура | a8 чорна тура · c8 чорний слон · e8 чорний король · f8 чорний слон · h8 чорна тура · a7 чорний пішак · b7 чорний пішак · d7 чорний кінь · g7 чорний пішак · h7 чорний пішак · c6 чорний кінь · e6 чорний пішак · f6 чорний ферзь · d5 чорний пішак · d4 білий пішак · d3 білий слон · f3 білий кінь · a2 білий пішак · b2 білий пішак · e2 білий кінь · f2 білий пішак · g2 білий пішак · h2 білий пішак · a1 біла тура · c1 білий слон · d1 білий ферзь · e1 білий король · h1 біла тура | 1 |
|   | a | b | c | d | e | f | g | h |   |

Дворазовий учасник шахових олімпіад у складі збірної Словаччини (Москва-1994 і Єреван-1996), рекордсмен за кількістю титулів чемпіона Словаччини: п'ять (1983, 1987, 1994, 1995, 1996). Триразовий чемпіон Братислави: 1979, 1983 і 1986. Колеги називали його «Тібак».
Похований 2 червня 2015 на Ружіновському цвинтарі (Братислава).
На початку 1990-х розробив варіант Тібенського як продовження варіанту Тарраша у французькому захисті чорних: 1. e4 e6 2. d4 d5 3. Nd2 Nf6 4. e5 Nfd7 5. Bd3 c5 6. c3 Nc6 7. Ne2 cxd4 8. cxd4 f6 9. exf6 Qxf6 10. Nf3 (хоча надійніше 0-0; див. діаграму) h6!! і потім після 11. 0-0 Bd6, 12. Ng3 0-0 13. Bc2 Rd8 (Rf7), 14. Re1 Nf8 чорні надійно захищають як пункт e5, так і весь королівський фланг. Цей варіант під час гри чорними застосовували згодом гросмейстери Михайло Улибін, Хоанг Тхань Чанг, Євген Глейзеров і Ґеральд Гертнек.